# Engelke von Bülow
Engelke von Bülow (født 24. januar 1691, død 25. november 1740 på Gunderslevholm) var en dansk hofmarskal og amtmand.
Han var søn af generalmajor Reimar Hans von Bülow og blev født 24. januar 1691. I en ung alder blev han 1721 hofmarskal hos Prins Carl, kong Frederik 4.s broder, der tillige med sin ugifte Søster Prinsesse Sophie Hedevig som regel residerede på Vemmetofte; senere, efter Prins Carls død 1729, trådte han i samme egenskab i den nævnte prinsesses tjeneste. Desuden var Bülow amtmand i Tryggevælde Amt (fra 1730) og assessor i Højesteret. Ved Christian 6.s tronbestigelse fik han Dannebrogsordenen på Frederiksberg Slot.
Bülow var gift med Mette Henriette f. von Vieregg (f. 22. juli 1695), datter af gehejmeråd, vicestatholder i Norge Claus Heinrich von Vieregg af Huset Subzin og Margrethe Lucie von Brockdorff af Altenhof; med denne sin hustru havde Bülow flere børn. Han døde på Gunderslevholm 15. november 1740.